# 1484
Il 1484 (MCDLXXXIV in numeri romani) è un anno bisestile del XV secolo.

## Eventi
- 7 agosto - con la pace di Bagnolo Venezia restituiva a Ferdinando di Napoli i centri pugliesi occupati.
- 5 dicembre – Papa Innocenzo VIII emana la bolla pontificia "Summis desiderantes affectibus", atto di condanna dell'astrologia.
- Scoppia una guerra civile in Spagna, con il fine di scacciare i musulmani da Granada, ossia dalla loro ultima roccaforte nella penisola iberica.
- Gli esploratori del Portogallo giungono a Cape Cross, in Namibia.

## Nati
- 1º gennaio - Ulrico Zwingli, teologo e militare svizzero († 1531)
- 17 gennaio - Georg Burkhardt, umanista e teologo tedesco († 1545)
- 30 gennaio - Franciabigio, pittore italiano († 1525)
- 21 febbraio - Gioacchino I di Brandeburgo, nobile († 1535)
- 4 marzo - Giorgio di Brandeburgo-Ansbach, nobile († 1543)
- 12 aprile - Antonio da Sangallo il Giovane, architetto italiano († 1546)
- 23 aprile - Giulio Cesare Scaligero, umanista, filosofo e medico italiano († 1558)
- 27 aprile - Galeazzo Florimonte, vescovo cattolico italiano († 1565)
- 13 luglio - Pedro Álvarez de Toledo y Zúñiga, marchese († 1553)
- 14 luglio - Ottaviano de' Medici, italiano († 1546)
- 8 ottobre - Antonio Pucci, cardinale italiano († 1544)
- 29 novembre - Joachim Vadiano, umanista svizzero († 1551)
- Abramo Arié, medico italiano († 1556)
- Giovanni Francesco Bini, letterato italiano († 1556)
- Charles Brandon, I duca di Suffolk, diplomatico e nobile inglese († 1545)
- Giovanni Francesco Conti, poeta e umanista italiano († 1557)
- Alvise Corner, scrittore, letterato e mecenate italiano († 1566)
- Giovanni Battista De Fornari, doge
- Anna di Foix-Candale, sovrana († 1506)
- Cristoforo Guidalotti Ciocchi del Monte, cardinale italiano († 1564)
- Jón Arason, vescovo cattolico e poeta islandese († 1550)
- Giovanni di Lorenzo Larciani, pittore italiano († 1527)
- Ludovico Lodron, condottiero italiano († 1538)
- Niklaus Manuel, pittore, disegnatore e drammaturgo svizzero († 1530)
- Achille Marozzo, schermidore italiano († 1553)
- Pedro Mascarenhas, navigatore, esploratore e diplomatico portoghese († 1555)
- Marcantonio Michiel, letterato e collezionista d'arte italiano († 1552)
- Maffeo Olivieri, scultore e intagliatore italiano († 1543)
- Ambrogio Catarino Politi, giurista, teologo e arcivescovo cattolico italiano († 1553)
- Giacomo Raibolini, pittore e incisore italiano († 1557)
- Bartolomeo Ramenghi, pittore italiano († 1542)
- Michele Sanmicheli, architetto e urbanista italiano († 1559)
- Bandinello Sauli, cardinale e vescovo cattolico italiano († 1518)
- Tommaso Illirico, francescano italiano († 1528)
- Zenone Veronese, pittore italiano
- Gazi-Husrev Beg, militare e funzionario ottomano († 1541)
- Jean d'Orléans-Longueville, cardinale e arcivescovo cattolico francese († 1533)
- Diego García de Moguer, esploratore e marinaio spagnolo († 1544)
- Luca della Robbia, umanista italiano († 1519)
- Camillo della Volpaia, orologiaio italiano († 1560)

## Morti

### Gennaio
- 9 gennaio - Antonio Fatati, vescovo cattolico italiano
- 21 gennaio - Teodoro Paleologo, cardinale italiano (n. 1425)

### Febbraio
- 8 febbraio - Francesco I Gonzaga-Novellara, nobile e militare italiano

### Marzo
- 2 marzo - Antonio Bonghi, giurista italiano
- 4 marzo - Casimiro di Cracovia, nobile polacco (n. 1458)
- 4 marzo - Gurone d'Este, religioso italiano
- 5 marzo - Elisabetta di Baviera, principessa (n. 1443)
- 20 marzo - Michele Carcano, presbitero e francescano italiano (n. 1427)

### Aprile
- 9 aprile - Edoardo di York, nobile britannico (n. 1473)
- 20 aprile - Lodovico Donà, vescovo cattolico italiano
- 30 aprile - Giovanni di Braganza, nobile portoghese (n. 1430)

### Maggio
- 10 maggio - Raimondo Lupi, giurista e diplomatico italiano (n. 1409)
- 21 maggio - Olivier Le Daim,  francese
- 29 maggio - Francesco da Castiglione, umanista e religioso italiano

### Luglio
- 5 luglio - Hélie de Bourdeilles, cardinale francese (n. 1413)
- 11 luglio - Mino da Fiesole, scultore italiano (n. 1429)
- 14 luglio - Federico I Gonzaga, marchese italiano (n. 1441)

### Agosto
- 4 agosto - Cherubino da Spoleto, francescano, predicatore e scrittore italiano (n. 1414)
- 12 agosto - Papa Sisto IV, papa, vescovo cattolico e cardinale italiano (n. 1414)

### Settembre
- 11 settembre - Philibert Hugonet, cardinale italiano
- 12 settembre - Innico I d'Avalos, militare e politico spagnolo
- 29 settembre - Giovanni da Dukla, presbitero, religioso e santo polacco (n. 1414)

### Ottobre
- 1º ottobre - Antonio di Marsciano, nobile e condottiero italiano (n. 1429)
- 22 ottobre - Stefano Nardini, cardinale e arcivescovo cattolico italiano

### Novembre
- 11 novembre - Luigi Pulci, poeta italiano (n. 1432)
- 12 novembre - Andrea Zamometić, arcivescovo cattolico croato (n. 1420)
- 21 novembre - Juan Margarit i Pau, cardinale e vescovo cattolico spagnolo (n. 1421)

### Dicembre
- 26 dicembre - Pievano Arlotto, presbitero italiano (n. 1396)

### Senza giorno specificato
- Fra Carnevale, pittore e religioso italiano
- Cristoforo da Milano, presbitero italiano
- Damiano da Finale, presbitero italiano
- Marco VI di Alessandria, arcivescovo ortodosso egiziano
- Francesco Ariosto, letterato italiano (n. 1415)
- Feo Belcari, poeta e drammaturgo italiano (n. 1410)
- Baldassarre di Biagio, pittore italiano
- Piotr Dunin, condottiero polacco
- Gerolamo Bartolomeo Gadio, architetto e ingegnere italiano (n. 1414)
- Giovanni Gatto, religioso e vescovo cattolico italiano (n. 1420)
- Eusebio Malatesta, nobile e condottiero italiano
- Carlo II Manfredi, nobile (n. 1439)
- Federico Manfredi, vescovo cattolico italiano
- Colard Mansion, tipografo olandese (n. 1440)
- Paolo Marsi, umanista italiano (n. 1440)
- Alessandro Nievo, religioso e giurista italiano (n. 1417)
- Pietro di Niccolò da Orvieto, pittore italiano (n. 1430)
- Antonio Pucci, politico italiano (n. 1418)
- Christian Rosenkreuz, esoterista tedesco (n. 1378)
- William Sinclair, I conte di Caithness, nobile scozzese (n. 1410)
- Pietro Francesco Visconti, condottiero italiano
- Lionel Woodville, nobile e vescovo inglese (n. 1446)
- Pedro de Sintra, esploratore portoghese
- Pacomio il Serbo, religioso e scrittore serbo

## Calendario
| Calendario 1484 | Calendario 1484 | Calendario 1484 | Calendario 1484 | Calendario 1484 | Calendario 1484 | Calendario 1484 | Calendario 1484 | Calendario 1484 | Calendario 1484 | Calendario 1484 | Calendario 1484 | Calendario 1484 | Calendario 1484 | Calendario 1484 | Calendario 1484 | Calendario 1484 | Calendario 1484 | Calendario 1484 | Calendario 1484 | Calendario 1484 | Calendario 1484 | Calendario 1484 | Calendario 1484 | Calendario 1484 | Calendario 1484 | Calendario 1484 | Calendario 1484 | Calendario 1484 | Calendario 1484 | Calendario 1484 | Calendario 1484 | Calendario 1484 |
| --------------- | --------------- | --------------- | --------------- | --------------- | --------------- | --------------- | --------------- | --------------- | --------------- | --------------- | --------------- | --------------- | --------------- | --------------- | --------------- | --------------- | --------------- | --------------- | --------------- | --------------- | --------------- | --------------- | --------------- | --------------- | --------------- | --------------- | --------------- | --------------- | --------------- | --------------- | --------------- | --------------- |
|                 | 1               | 2               | 3               | 4               | 5               | 6               | 7               | 8               | 9               | 10              | 11              | 12              | 13              | 14              | 15              | 16              | 17              | 18              | 19              | 20              | 21              | 22              | 23              | 24              | 25              | 26              | 27              | 28              | 29              | 30              | 31              |                 |
| Gennaio         | Gi              | Ve              | Sa              | Do              | Lu              | Ma              | Me              | Gi              | Ve              | Sa              | Do              | Lu              | Ma              | Me              | Gi              | Ve              | Sa              | Do              | Lu              | Ma              | Me              | Gi              | Ve              | Sa              | Do              | Lu              | Ma              | Me              | Gi              | Ve              | Sa              |                 |
| Febbraio        | Do              | Lu              | Ma              | Me              | Gi              | Ve              | Sa              | Do              | Lu              | Ma              | Me              | Gi              | Ve              | Sa              | Do              | Lu              | Ma              | Me              | Gi              | Ve              | Sa              | Do              | Lu              | Ma              | Me              | Gi              | Ve              | Sa              | Do              |                 |                 |                 |
| Marzo           | Lu              | Ma              | Me              | Gi              | Ve              | Sa              | Do              | Lu              | Ma              | Me              | Gi              | Ve              | Sa              | Do              | Lu              | Ma              | Me              | Gi              | Ve              | Sa              | Do              | Lu              | Ma              | Me              | Gi              | Ve              | Sa              | Do              | Lu              | Ma              | Me              |                 |
| Aprile          | Gi              | Ve              | Sa              | Do              | Lu              | Ma              | Me              | Gi              | Ve              | Sa              | Do              | Lu              | Ma              | Me              | Gi              | Ve              | Sa              | Do              | Lu              | Ma              | Me              | Gi              | Ve              | Sa              | Do              | Lu              | Ma              | Me              | Gi              | Ve              |                 |                 |
| Maggio          | Sa              | Do              | Lu              | Ma              | Me              | Gi              | Ve              | Sa              | Do              | Lu              | Ma              | Me              | Gi              | Ve              | Sa              | Do              | Lu              | Ma              | Me              | Gi              | Ve              | Sa              | Do              | Lu              | Ma              | Me              | Gi              | Ve              | Sa              | Do              | Lu              |                 |
| Giugno          | Ma              | Me              | Gi              | Ve              | Sa              | Do              | Lu              | Ma              | Me              | Gi              | Ve              | Sa              | Do              | Lu              | Ma              | Me              | Gi              | Ve              | Sa              | Do              | Lu              | Ma              | Me              | Gi              | Ve              | Sa              | Do              | Lu              | Ma              | Me              |                 |                 |
| Luglio          | Gi              | Ve              | Sa              | Do              | Lu              | Ma              | Me              | Gi              | Ve              | Sa              | Do              | Lu              | Ma              | Me              | Gi              | Ve              | Sa              | Do              | Lu              | Ma              | Me              | Gi              | Ve              | Sa              | Do              | Lu              | Ma              | Me              | Gi              | Ve              | Sa              |                 |
| Agosto          | Do              | Lu              | Ma              | Me              | Gi              | Ve              | Sa              | Do              | Lu              | Ma              | Me              | Gi              | Ve              | Sa              | Do              | Lu              | Ma              | Me              | Gi              | Ve              | Sa              | Do              | Lu              | Ma              | Me              | Gi              | Ve              | Sa              | Do              | Lu              | Ma              |                 |
| Settembre       | Me              | Gi              | Ve              | Sa              | Do              | Lu              | Ma              | Me              | Gi              | Ve              | Sa              | Do              | Lu              | Ma              | Me              | Gi              | Ve              | Sa              | Do              | Lu              | Ma              | Me              | Gi              | Ve              | Sa              | Do              | Lu              | Ma              | Me              | Gi              |                 |                 |
| Ottobre         | Ve              | Sa              | Do              | Lu              | Ma              | Me              | Gi              | Ve              | Sa              | Do              | Lu              | Ma              | Me              | Gi              | Ve              | Sa              | Do              | Lu              | Ma              | Me              | Gi              | Ve              | Sa              | Do              | Lu              | Ma              | Me              | Gi              | Ve              | Sa              | Do              |                 |
| Novembre        | Lu              | Ma              | Me              | Gi              | Ve              | Sa              | Do              | Lu              | Ma              | Me              | Gi              | Ve              | Sa              | Do              | Lu              | Ma              | Me              | Gi              | Ve              | Sa              | Do              | Lu              | Ma              | Me              | Gi              | Ve              | Sa              | Do              | Lu              | Ma              |                 |                 |
| Dicembre        | Me              | Gi              | Ve              | Sa              | Do              | Lu              | Ma              | Me              | Gi              | Ve              | Sa              | Do              | Lu              | Ma              | Me              | Gi              | Ve              | Sa              | Do              | Lu              | Ma              | Me              | Gi              | Ve              | Sa              | Do              | Lu              | Ma              | Me              | Gi              | Ve              |                 |